# ヘスス・カステジャーノ
ヘスス・アルマンド・カステジャーノ・アヌエル (Jesús Armando Castellano Anuel , 2004年3月22日 - )は、ベネズエラ・アンソアテギ州バルセロナ出身のサッカー選手。メジャーリーグサッカー・ニューヨーク・レッドブルズ所属。ポジションはMF。

## クラブ経歴
2021年にヤラクヤーノスFCのトップチームに昇格。5月9日のグラン・バレンシアFC戦でプロデビュー。同年シーズンはリーガFUTVEで7試合に出場した。
2022年1月20日、ニューヨーク・レッドブルズと契約したことが発表された。